# Osiek (gemeente in powiat Oświęcimski)
De gemeente Osiek is een landgemeente in het Poolse woiwodschap Klein-Polen, in powiat Oświęcimski.
De zetel van de gemeente is in Osiek.
Op 30 juni 2004 telde de gemeente 7828 inwoners.

## Oppervlakte gegevens
In 2002 bedroeg de totale oppervlakte van gemeente Osiek 41,18 km², waarvan:
- agrarisch gebied: 76%
- bossen: 8%

De gemeente beslaat 10,14% van de totale oppervlakte van de powiat.

## Demografie
Stand op 30 juni 2004:
| Omschrijving                   | Totaal | Totaal | Vrouwen | Vrouwen | Mannen | Mannen |
| ------------------------------ | ------ | ------ | ------- | ------- | ------ | ------ |
| eenheid                        | aantal | %      | aantal  | %       | aantal | %      |
| inwoners                       | 7828   | 100    | 3951    | 50,5    | 3877   | 49,5   |
| bevolkingsdichtheid (inw./km²) | 190,1  | 190,1  | 95,9    | 95,9    | 94,1   | 94,1   |

In 2002 bedroeg het gemiddelde inkomen per inwoner 1205,44 zł.

## Administratieve plaatsen (sołectwo)
Głębowice, Osiek.

## Aangrenzende gemeenten
Kęty, Oświęcim, Polanka Wielka, Wieprz